# Jean Anselme Tilloy
El abad Jean Anselme Tilloy fue un sacerdote y escritor católico, militante antimasónico francés. Era doctor en teología y capellán del colegio "lycée Louis Legrand".

## Teorías
Para Tilloy, la revolución francesa fue una conspiración de los masones, los illuminatis y de las elites judías. Señaló una colusión entre Mirabeau, Moses Mendelssohn y los Iluminados de Baviera en Berlín antes de la revolución.

## Obras
- Mon baptême, A. Cattier, (1907).
- Cours de conférences religieuses faites aux élèves de la 1re division du lycée Louis-le-Grand, Palmé (1879)
- Vie du Frère Philippe Mathieu Bransiet, A. Cattier, (1901)
- Vie et mort de Auguste Simon, sous-directeur de l'École normale de Châlons, Impr. de l'Oeuvre de Saint-Paul (1883)
- Con Mgr François-Louis-Michel Maupied, Encyclopédie contemporaine de la science sacrée
- La Confirmation, A. Cattier (1900).
- Mois du Saint-Rosaire, dévotion à la Sainte Vierge, A. Cattier (1903)
- Vie populaire de saint Jean-Baptiste de La Salle, M. Cattier (1922)
- Le Péril judéo-maçonnique, le mal, le remède..., Librairie antisémite, (1897)
- Essai de conciliation entre l'Église latine et l'Église grecque non unie, thèse...', C. Douniol (1864)
- Dévotion au Sacré-Coeur et Mois du Sacré-Coeur, A. Cattier (1901)
- Étrennes spirituelles, A. Cattier (1899)
- Saint Tarcisius, l'enfant de la sainte Eucharistie, A. Cattier (1904)
- Dieu et l'âme devant la critique contemporaine, Raveau-Dartois (1869)
- Album des sanctuaires de Rome, Bureaux de l'Enseignement catholique (1866)
- Le Très honoré frère Joseph Joseph-Marie Josserand, 1823-1897, A. Cattier (1900)
- Vie de la Sainte Vierge, mois de Marie en exemples,  A. Cattier (1899)
- La Vie et la mort de S.E. le cardinal Morlot, archevêque de Paris sa biographie, sa maladie.., A. Bourgeois de Soye, (1863)
- La Confession, ou le Sacrement de pénitence, A. Cattier (1900)
- La Sainte Communion, A. Cattier (1901)
- Traité théorique et pratique de droit canonique. Nouvelle édition, amendée et appropriée par sa forme didactique à l'enseignement classique des séminaires... contenant... les modifications introduites par le droit concordataire des églises de France et les dispositions de la législation civile qui sont contraires au droit commun et au droit particulier, A. Savaète (1902).
- Vie de Ste Marthe, A. Cattier (1899)
- Saint Tarcisius, l'enfant de la sainte Eucharistie,  A. Cattier (1908)
- Constant Clause, ou le Modèle des serviteurs de culture, Impr. de Soussens (1878)
- Les Fils mal élevés de la famille moderne, le mal et le remède, Delhomme et Briguet (1887)
- Les Églises orientales dissidentes et l'Église romaine, réponse aux neuf questions de M. Soloview, Téqui (1889)
- Évangiles des dimanches et fêtes, annotés,
- Une fleur des champs Louise Guillain, sa vie et sa mort, Impr. de F. Levé (1882)
- Traité de l'administration temporelle des paroisses, d'après Mgr Affre,... Édition revue, corrigée, et indiquant les dispositions récentes de la législation et particulièrement de la loi de 1884, Berche et Tralin (1889)
- Les Schismatiques démasqués par l'exposition raisonnée de la doctrine catholique sur les projets de schisme Église nationale, institution des évêques par les métropolitains, intrusion des sujets nommés aux évêchés vacants, etc.,  V. Palmé (1861)